# وزارة الزراعة (الأردن)
وزارة الزراعة هي الجهة المسؤولة عن القطاع الزراعي وتعزيز الاكتفاء الذاتي والتنمية الريفية وربط الإنتاج بمتطلبات الأسواق داخل الأردن وخارجه، تأسست وزارة الزراعة في عهد إمارة شرق الاردن في تشكيلة الوزارة الثالثة عشرة بتاريخ 1929 . كان نقولا غنما أول وزير للزراعة.
تعمل وزارة الزراعة حاليا بموجب قانون الزراعة رقم (44) لسنة (2002) ونظام رقم (82) لسنة  (2004) وتعديلاته الصادر بمقتضى المادة (120) من الدستور وتعديلاته لتنظيم وإدارة الوزارة.
ومن مهام وزارة الزراعة أيضا تعزيز الإنتاج النباتي ومكافحة الآفات النباتية والحفاظ على الحراج والمراعي والمسؤولية كذلك في تنظم اقامة مزارع تربية أو حيازة المواشي ومزارع تربية الدواجن ومفرخاتها ومزارع تربية الاسماك والبرمائيات وصيد الأسماك وتربية النحل والصحة الحيوانية والحجر البيطري بالإضافة إلى دور الوزارة في حماية الطيور البرية والحيوانات البرية،  تبلغ مساحة الأردن 89 ألف كم2 مساحة الأرض الصالحة للزراعة منها 10% أي 8.9 ألف كم2 الأراضي المستغلة للزراعة هي 3.8 ألف كم2 ومساحة الغابات 1.3 ألف كم2 ، تأسست وزارة الزراعة مع تأسيس أول حكومة في الأردن سنة 1921 في عهد إمارة شرق الأردن،  وزير الزراعة حالياً هو المهندس محمد داودية.

## الوزراء
تولى منصب وزير الزراعة في الأردن كل من:
| الوزير           | الفترة         | الفترة         | رئيس الوزراء |
| الوزير           | من             | إلى            | رئيس الوزراء |
| ---------------- | -------------- | -------------- | ------------ |
| هاشم الجيوسي     | 21 ديسمبر 1955 | 7 يناير 1956   |              |
| إسماعيل حجازي    | 31 يوليو 1965  | 22 ديسمبر 1966 |              |
| إسماعيل حجازي    | 22 ديسمبر 1966 | 4 مارس 1967    |              |
| صبحي القاسم      | 19 يونيو 1991  | 21 نوفمبر 1991 |              |
| مروان كمال       | 30 مايو 1993   | 2 ديسمبر 1993  |              |
| إبراهيم الشحاحدة | 7 نوفيمبر 2019 | 2 أبريل 2020   |              |
| صالح الخرابشة    | 2 أبريل 2020   | 12 أكتوبر 2020 |              |
| محمد داودية      | 12 أكتوبر 2020 | حتى الآن       | بشر الخصاونة |

| الصورة       | الاسم (مواليد–وفاة)   | فترة شغل المنصب     | فترة شغل المنصب | فترة شغل المنصب  | الحكومة            | ملاحظات      |
| الصورة       | الاسم (مواليد–وفاة)   | تولى المنصب         | غادر المنصب     | المدة            | الحكومة            | ملاحظات      |
| وزير الزراعة | وزير الزراعة          | وزير الزراعة        | وزير الزراعة    | وزير الزراعة     | وزير الزراعة       | وزير الزراعة |
| ------------ | --------------------- | ------------------- | --------------- | ---------------- | ------------------ | ------------ |
|              | الاسم (0000–0000)     | 01 شهر 0000         | 01 شهر 0000     | 1 سنة و31 أيام   | الحكومة            |              |
|              | الاسم (0000–0000)     | 01 شهر 0000         | 01 شهر 0000     | 1 سنة و31 أيام   | الحكومة            |              |
|              | الاسم (0000–0000)     | 01 شهر 0000         | 01 شهر 0000     | 1 سنة و31 أيام   | الحكومة            |              |
|              | الاسم (0000–0000)     | 01 شهر 0000         | 01 شهر 0000     | 1 سنة و31 أيام   | الحكومة            |              |
|              | محمد الداودية (1947–) | 12 تشرين الأول 2020 | 7 آذار 2021     | 146 أيام         | حكومة بشر الخصاونة |              |
|              | خالد الحنيفات (1972–) | 7 آذار 2021         | في المنصب       | 4 سنوات و16 أيام | حكومة بشر الخصاونة |              |

## مواضيع ذات صلة
- الزراعة في الأردن
- نقولا غنما